# アムトラック

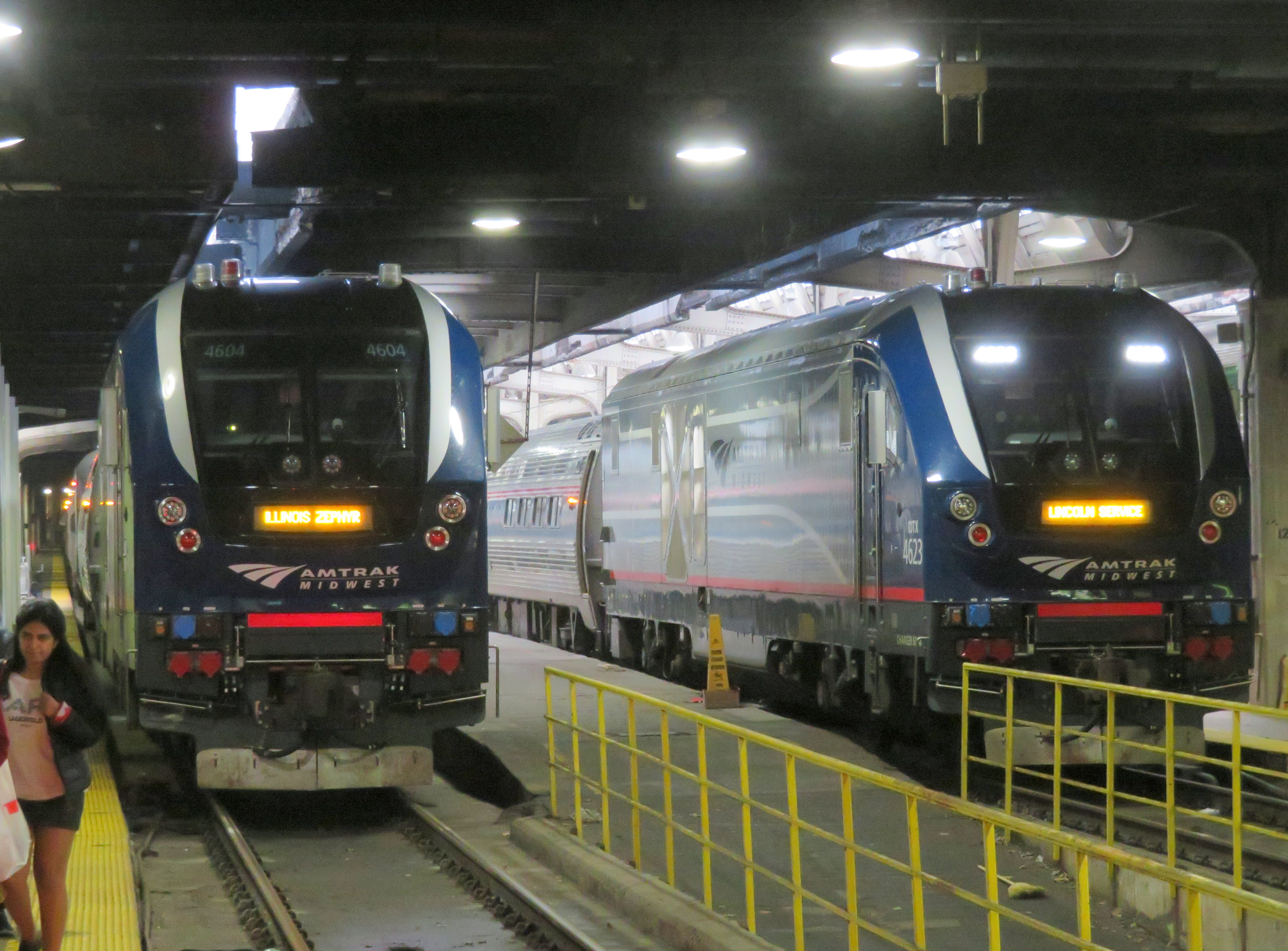
シカゴ・ユニオン駅（2018年）

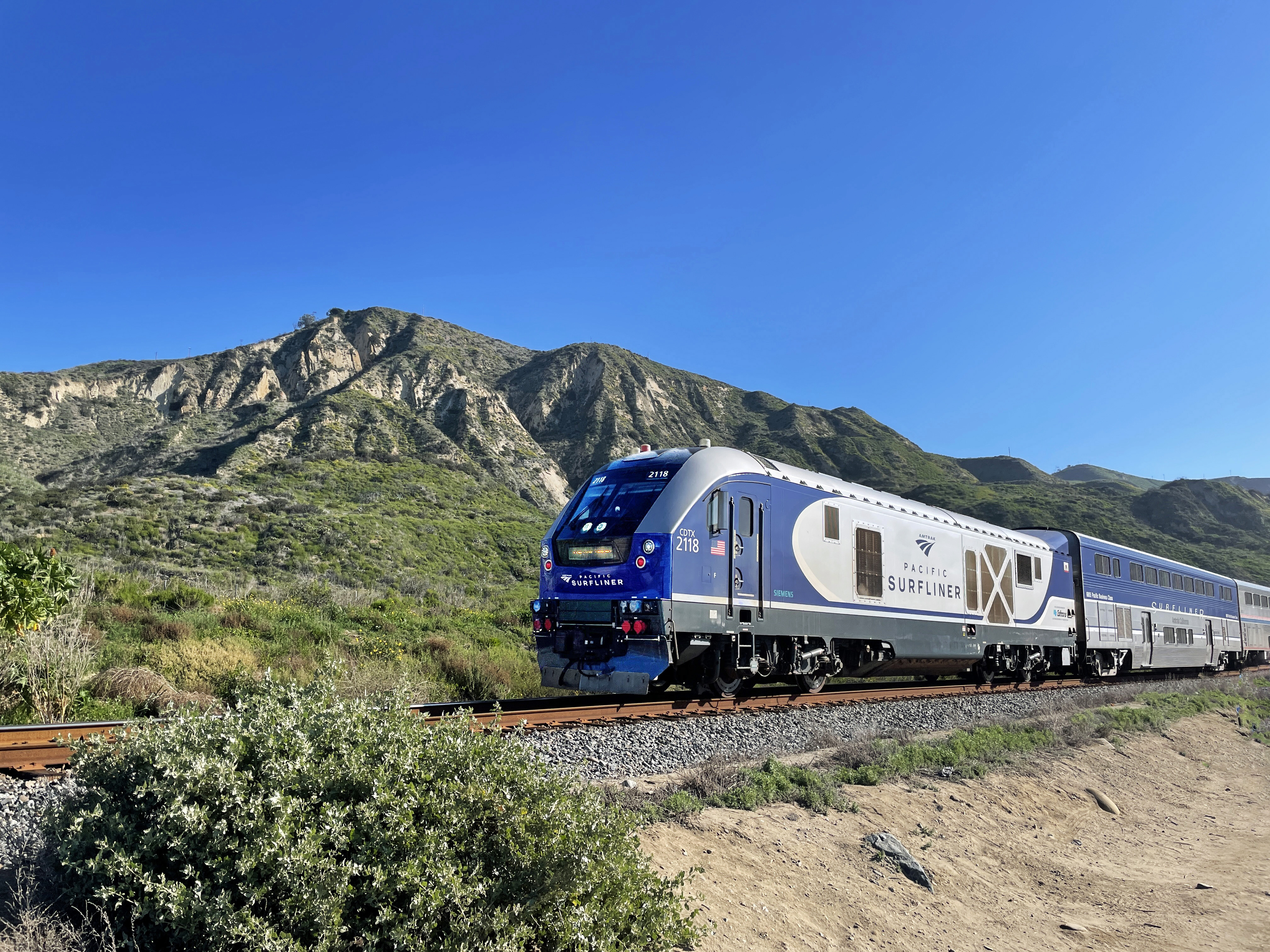
南カリフォルニア（2022年）

全米鉄道旅客公社（ぜんべいてつどうりょかくこうしゃ、アメリカ英語: National Railroad Passenger Corporation）、通称アムトラック（Amtrak）は、アメリカ合衆国で1971年に発足した、全米を結んでいる鉄道旅客輸送を運営する公共企業体。連邦政府出資の株式会社という形態をとっている。通称のアムトラックはAmerica と Track（線路、軌道などの意）の二つの語から合成されたものである。

## 概要
第二次世界大戦後、航空や自動車輸送の台頭により、アメリカの鉄道旅客輸送量は減少の一途をたどっていたが、その傾向は1960年代に加速し、この時期、多くの鉄道会社が旅客営業の廃止に踏み切り、残存するわずかな旅客列車についてもその存続が危ぶまれた。アメリカには国有鉄道が存在した時代がなかったが、旅客鉄道を維持するために連邦政府が介入することになった。こうして、各地域の鉄道会社の旅客輸送部門を統合した全国一元的な組織としてアムトラックが設立された。
アムトラックが線路を所有している区間は北東回廊など運行区間のごく一部のみであり、その他の地区では大手貨物鉄道会社（一級鉄道）の線路を借りてアムトラックが旅客列車を運行している。日本の第二種鉄道事業者の形態に近く、JR旅客会社とJR貨物（日本貨物鉄道）の立場を逆転した形になっている。
また、ロサンゼルス近郊地域の通勤輸送を担うメトロリンクなど、都市圏の旅客列車の一部の運行委託も請け負っている。
アムトラックの発足直後に起こったオイルショックは、石油類高騰に伴う自動車や航空機の燃料コストの増大から、コスト面で安価となる鉄道輸送にとって有利に働いた時期もあったが、1980年代の航空規制緩和法等による航空産業の規制緩和を契機に、アメリカ南西部を中心にサウスウエスト航空が勢力を伸ばしたほか、世界規模での格安航空会社の成功とビジネスモデルの確立により、中・長距離都市間連絡路線を中心に鉄道の利用客を奪われる形となった。利用が低迷したため鉄道運行技術も世界的に見ても決して高いとはいえず、こうした事情もあり、経営状態は最近に至るまでも厳しいもので、連邦政府や運行地域の一部の州からの財政援助に頼ってきたのが現状である。
2001年9月のアメリカ同時多発テロ事件以降、アメリカでは多くの旅客が民間航空機による移動を避けてアムトラックなどの航空機以外の移動手段を選択したため、一時的な業績回復がみられたものの、2000年頃からは重大な鉄道事故を頻繁に起こしている。
さらに、北東回廊以外の地区では各貨物鉄道会社の貨物列車、次いで高額な使用料を払う別会社の貨物列車が優先的に線路を使用しているため、アムトラックの旅客列車が数時間の遅延で運行されることも珍しくない。

## 列車
アムトラックはそれぞれの列車に名前を付けている。北東回廊線や一部の短距離都市間列車を除いて、1日1本から週3本程度の運行である。
一部の都市には、最寄駅から連絡バスアムトラック・スルーウェイを運行している（例：駅のあるオークランドあるいはエメリービルから、駅の存在しない主要都市サンフランシスコへ連絡バスが運行されている）。

### 現在運行中
| 列車名                         | 英文列車名            | 始発駅 - 主な経由地 - 終着駅                                                                             | 頻度・概要 |
| ------------------------------ | --------------------- | --- | --- |
| アセラ・エクスプレス           | Acela Express         | ボストン - ニューヨーク - ワシントンD.C.                                                                 | 毎時運行（高速列車）。 |
| アディロンダック               | Adirondack            | カナダ・モントリオール - ニューヨーク                                                                    | 毎日運行（国際列車）。 |
| アムトラック・カスケーズ       | Amtrak Cascades       | カナダ・バンクーバー - シアトル - ユージーン                                                             | 毎日数便運行（一部国際列車）。 |
| オート・トレイン               | Auto Train            | ロートン - サンフォード                                                                                  | 毎日運行。 |
| ブルー・ウォーター             | Blue Water            | シカゴ - ポートヒューロン                                                                                | 毎日1往復。ミシガン・サービスの一路線。 |
| カリフォルニア・ゼファー       | California Zephyr     | シカゴ - デンバー - ソルトレイクシティ - エメリービル                                                    | 毎日運行。 |
| キャピトル・コリドー           | Capitol Corridor      | オーバーン - サンノゼ                                                                                    | 毎日数便運行。 |
| キャピトル・リミテッド         | Capitol Limited       | ワシントンD.C. - シカゴ                                                                                  | 毎日運行。 |
| カーディナル                   | Cardinal              | ニューヨーク - シンシナティ - シカゴ                                                                     | 週に3日運行。 |
| カール・サンドバーグ           | Carl Sandburg         | シカゴ - クインシー                                                                                      | 毎日運行。イリノイ・サービスの一路線。 |
| カロリニアン                   | Carolinian            | ニューヨーク - シャーロット                                                                              | 毎日運行。 |
| シティ・オブ・ニューオーリンズ | City of New Orleans   | シカゴ - メンフィス - ニューオーリンズ                                                                   | 毎日運行。 |
| コースト・スターライト         | Coast Starlight       | シアトル - ロサンゼルス                                                                                  | 毎日運行。 |
| クレセント                     | Crescent              | ニューヨーク - ワシントンD.C. - アトランタ - ニューオーリンズ                                            | 毎日運行。 |
| ダウンイースター               | Downeaster            | ポートランド - ボストン                                                                                  | 毎日数便運行。 |
| エンパイア・ビルダー           | Empire Builder        | シカゴ - スポケーン - ポートランド/シアトル                                                              | 毎日運行。 |
| エンパイア・サービス           | Empire Service        | ニューヨーク - ナイアガラフォールズ                                                                      | 毎日数便運行。 |
| イーサン・アレン・エクスプレス | Ethan Allen Express   | ラットランド - ニューヨーク                                                                              | 毎日運行。 |
| ハートランド・フライヤー       | Heartland Flyer       | オクラホマシティ - フォートワース                                                                        | 毎日運行。 |
| ハイアワサ・サービス           | Hiawatha Service      | ミルウォーキー - シカゴ                                                                                  | 毎日数便運行。 |
| フージアー・ステート           | Hoosier State         | インディアナポリス - シカゴ                                                                              | 毎日運行。 |
| イリニ・サルーキ               | Illini and Saluki     | シカゴ - カーボンデール                                                                                  | 毎日運行。イリノイ・サービスの一路線。 同一区間・同一停車駅を走行する列車に2つの列車名が名付けられている。朝の列車がサルーキ号、午後の列車がイリニ号である。 2006年にサルーキ号が増発の形で新たに設定され、2往復体制となった。 |
| イリノイ・サービス             | Illinois Service      | シカゴ - クインシー/カーボンデール/セントルイス                                                          | 毎日運行。 |
| イリノイ・ゼファー             | Illinois Zephyr       | シカゴ - クインシー                                                                                      | 毎日運行。イリノイ・サービスの一路線。 |
| キーストーン・サービス         | Keystone Service      | ニューヨーク - ハリスバーグ                                                                              | 毎日十数便運行。 |
| レイクショア・リミテッド       | Lake Shore Limited    | ニューヨーク/ボストン - オールバニ - トレド - シカゴ                                                     | 毎日運行。 |
| リンカーン・サービス           | Lincoln Service       | シカゴ - セントルイス                                                                                    | 毎日数便。イリノイ・サービスの一路線。 |
| メープルリーフ                 | Maple Leaf            | トロント - ナイアガラフォールズ - ニューヨーク                                                           | 毎日運行（国際列車）。 |
| ミシガン・サービス             | Michigan Services     | シカゴ - ポートヒューロン/グランドラピッズ/ポンティアック                                                | 毎日運行。 |
| ミズーリ・リバー・ランナー     | Missouri River Runner | カンザスシティ - セントルイス                                                                            | 毎日運行。 |
| ノースイースト・リージョナル   | Northeast Regional    | ボストン/スプリングフィールド - ニューポートニューズ                                                     | 毎日数便運行。「アセラ・エクスプレス」とほぼ同じ区間を走り、停車駅が多い。 |
| パシフィック・サーフライナー   | Pacific Surfliner     | サンルイスオビスポ - サンタバーバラ - ロサンゼルス - サンディエゴ                                        | 毎日数便。 |
| パルメット                     | Palmetto              | ニューヨーク - サバンナ                                                                                  | 毎日運行。 |
| ペンシルベニアン               | Pennsylvanian         | ニューヨーク - ピッツバーグ                                                                              | 毎日運行。 |
| ペレ・マルケット               | Pere Marquette        | シカゴ - グランドラピッズ                                                                                | 毎日1往復。ミシガン・サービスの一路線。 |
| ピードモント                   | Piedmont              | ローリー - シャーロット                                                                                  | 毎日運行。 |
| サン・ホアキン                 | San Joaquin           | ベーカーズフィールド - オークランド/サクラメント                                                         | 毎日12便運行 |
| シルバー・メティオ             | Silver Meteor         | ニューヨーク - ワシントンD.C. - チャールストン - オーランド - マイアミ                                   | 毎日運行。シルバー・サービスの一路線。 |
| シルバー・サービス             | Silver Service        | ニューヨーク - マイアミ                                                                                  | 毎日運行。 |
| シルバー・スター               | Silver Star           | ニューヨーク - ワシントンD.C. - コロンビア - オーランド - タンパ - マイアミ                              | 毎日運行。シルバー・サービスの一路線。 |
| サウスウェスト・チーフ         | Southwest Chief       | シカゴ - カンザスシティ - アルバカーキ - フラッグスタッフ - ロサンゼルス                                 | 毎日運行。 |
| サンセット・リミテッド         | Sunset Limited        | （オーランド - ）ニューオーリンズ - ヒューストン - サンアントニオ - エルパソ (テキサス州) - ロサンゼルス | 週に3日運行。 |
| テキサス・イーグル             | Texas Eagle           | シカゴ - リトルロック - ダラス - サンアントニオ（ - ロサンゼルス）                                       | 毎日運行。 |
| バーモンター                   | Vermonter             | セントオールバンズ - ワシントンD.C.                                                                      | 毎日運行。 |
| ウォルヴァリン                 | Wolverine             | シカゴ - デトロイト - ポンティアック                                                                     | 毎日3往復運行。ミシガン・サービスの一路線。 |

### 廃止列車
- Ann Rutledge / Kansas City Mule / St. Louis Mule（2009年、Missouri River Runnerに統合)）
- Black Hawk
- ブロードウェイ特急
- Clocker
- Colonial
- Desert Wind
- The Federal（寝台車の連結を取りやめ、Regionalへ統合）
- Floridian
- George Washington
- Hilltopper
- International
- James Whitcomb Riley
- Kentucky Cardinal
- Lake Cities
- メトロライナー（ニューヨーク州ニューヨーク - ワシントンD.C.。Acela Expressに置き換え）
- Montrealer
- The National Limited
- NortheastDirect（→Acela Regional→Regional →Northeast Regionalに改称）
- ノースコースト・ハイアワサ
- Patriot
- Pere Marquette
- Pioneer
- San Diegans（→パシフィック・サーフライナーに改称）
- Senator
- Shawnee
- Shenandoah
- Silver Palm
- Southwind
- Spirit of California
- Spirit of St. Louis
- State House
- Three Rivers
- Twilight Limited
- Twilight Shoreliner（The Federalへ改称の後、寝台車の連結を中止し、Regionalに統合）

## 保有路線

北東回廊と周辺路線。アムトラックの保有区間は赤線で示す。

アムトラックが自社保有する区間は以下の通りである。
北東回廊
ボストン - ニューヨーク - ワシントンD.C.間のうちのマサチューセッツ州ロードアイランド州 州境以南 - ニューヘイブン 間とニューロシェル - ワシントンD.C. 間
キーストーン回廊
フィラデルフィア - ピッツバーグ間のうちのフィラデルフィア - ハリスバーグ 間
エンパイア回廊
ナイアガラフォールズ (ニューヨーク州) - ニューヨーク間のうちのスケネクタディの北、ホフマンズ - ポキプシー 間
ニューヘイブン - スプリングフィールド線
マサチューセッツ州スプリングフィールド - コネチカットニューヘイブン 間
ミシガン線
インディアナ州ポーター - ミシガン州カラマズー 間
ポストロード支線
キャッストン・オン・ハドソン - レンセリア間

## 車両
多くの列車は原則として機関車が客車を牽引する形で運転される。東海岸の高速列車「アセラ・エクスプレス」、西海岸北部のタルゴ列車「アムトラック・カスケーズ」などごく一部の列車は固定編成を組んでいるが、多くの客車は1両単位での増減が可能で、利用状況に応じて増車・減車が行われることもある。
電化区間は東海岸の北東回廊のボストン - ニューヨーク - ワシントンD.C.間、キーストーン回廊のフィラデルフィア - ハリスバーグ間とごくわずかであり、ほとんどの路線はディーゼル機関車牽引の客車列車として運転される。
一部の短距離・中距離列車では電車から制御車に改造した車両や機関車からディーゼルエンジンを取り外し制御車化改造したノン・パワード・コントロール・ユニット（Non-powered Control Unit, 略：NPCU）と呼ばれる車両、あるいは新造の制御車によるプッシュプル運転が行われている。

### 機関車

#### 電気機関車
- ACS-64 - 主力機関車
- AEM-7 - かつての主力機関車。2016年6月18日のさよなら運転を以って全機引退[12]。
- HHP-8 - 全機引退
- GE E60（英語版） - 全機引退
- GG1 - 全機引退

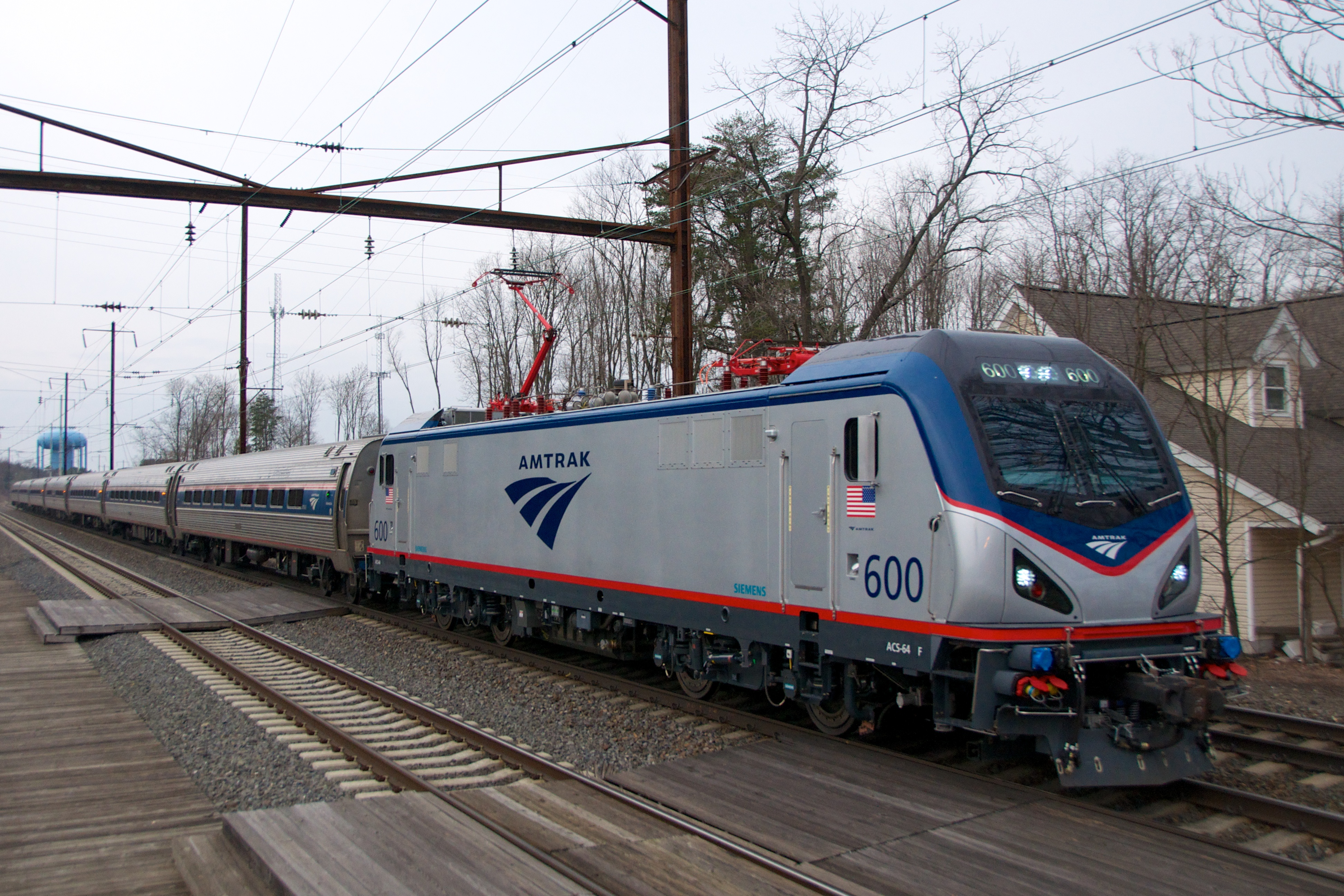
ACS-64
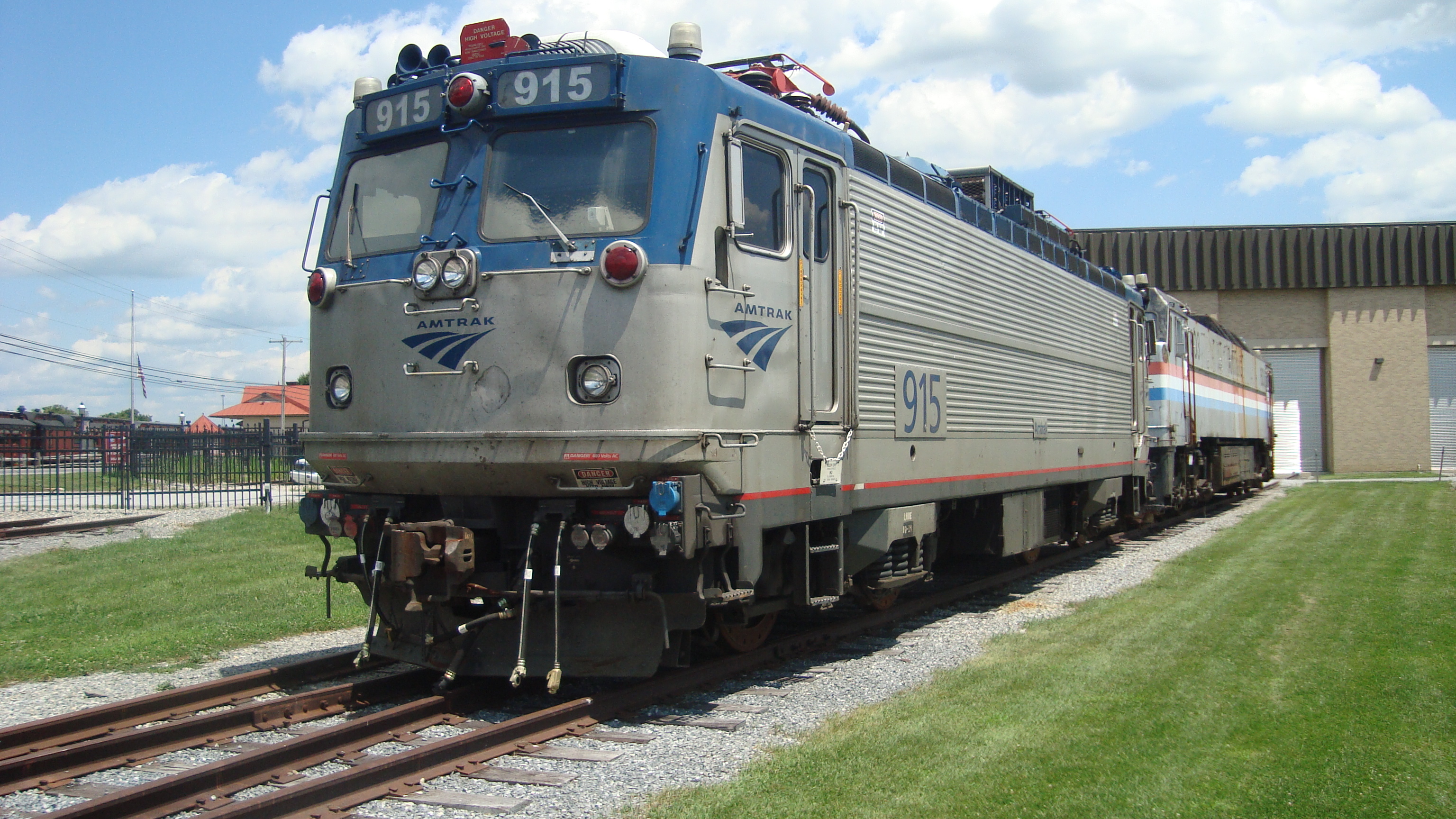
AEM-7（手前）とE60（奥）
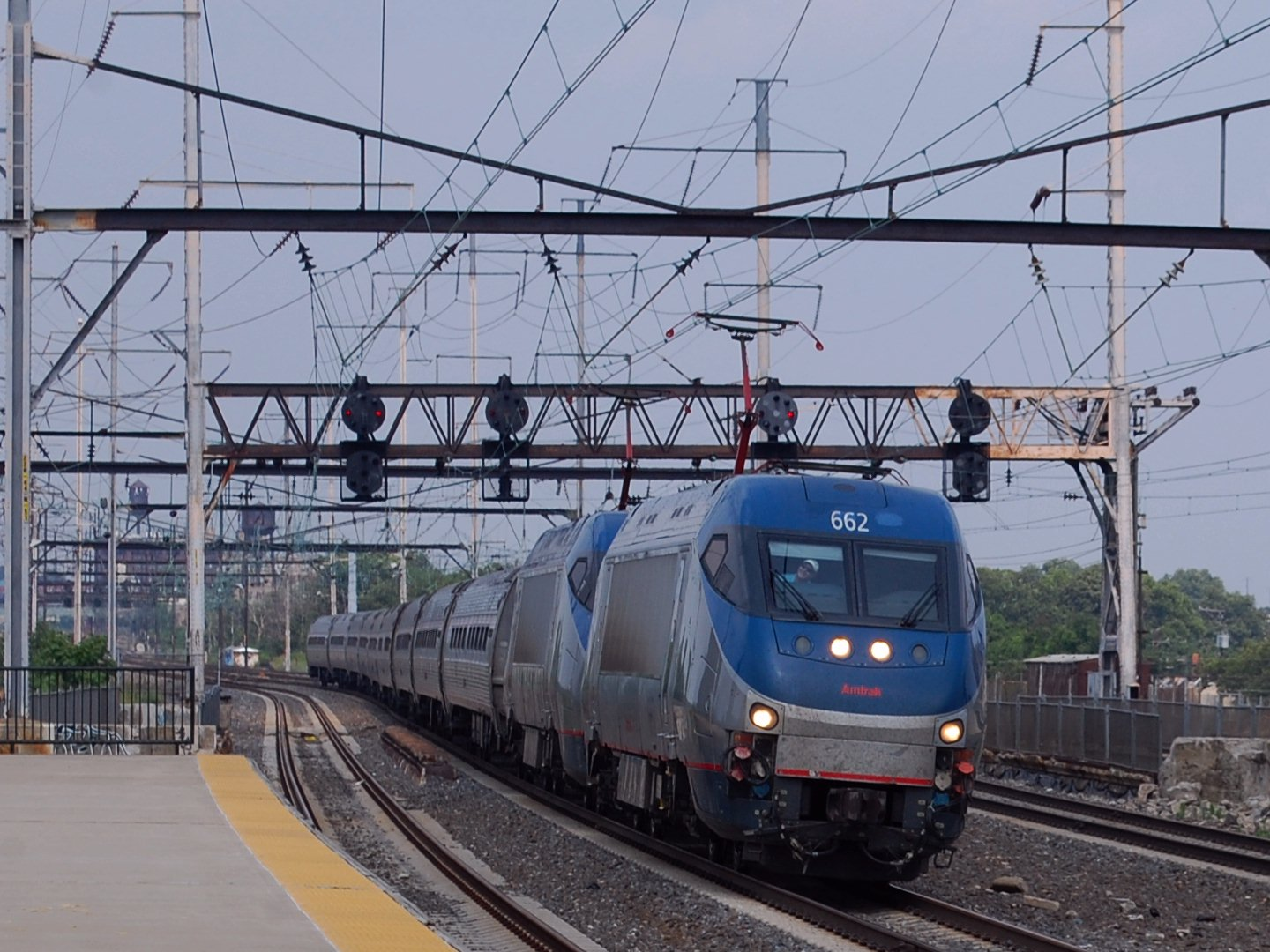
HHP-8

#### ディーゼル機関車
- GE ジェネシス - 主力機関車
- EMD F59PHI（英語版） - アムトラック・カリフォルニアの主力機関車
- B32-8BWH（Dash 8-32BWH） - 貨物機関車の旅客列車用バリエーション。少数が導入され、使用されている。
- EMD F40PH - かつての主力機関車。機関車としては全機引退。一部が制御車兼荷物車およびタルゴ編成用制御車として現役
- EMD SDP40F - 全機引退
- シーメンス・チャージャー - 2017年より運行開始。ジェネシスやF59PHに代わる次期主力機として大規模な増備計画が進行中。

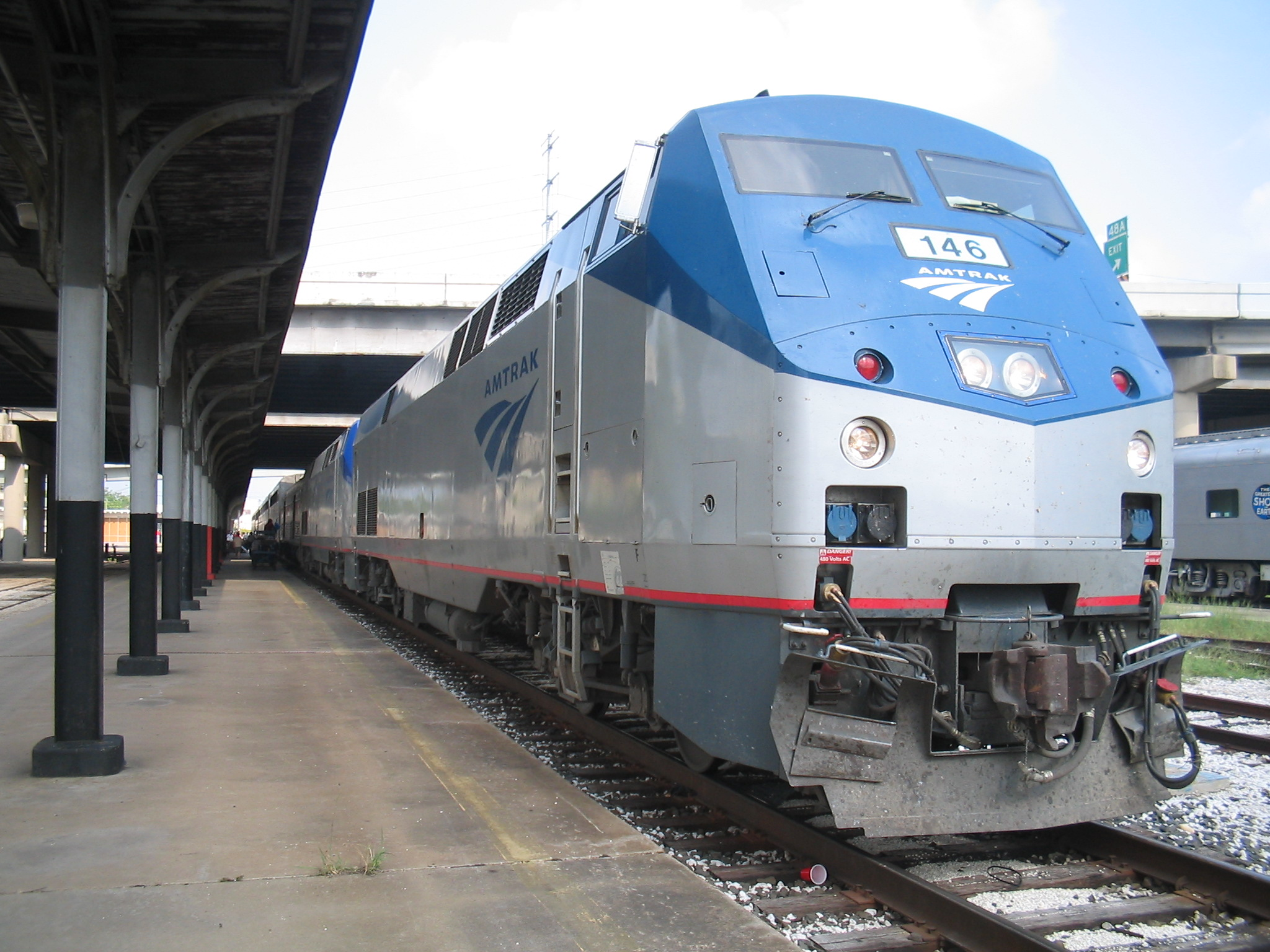
ジェネシス
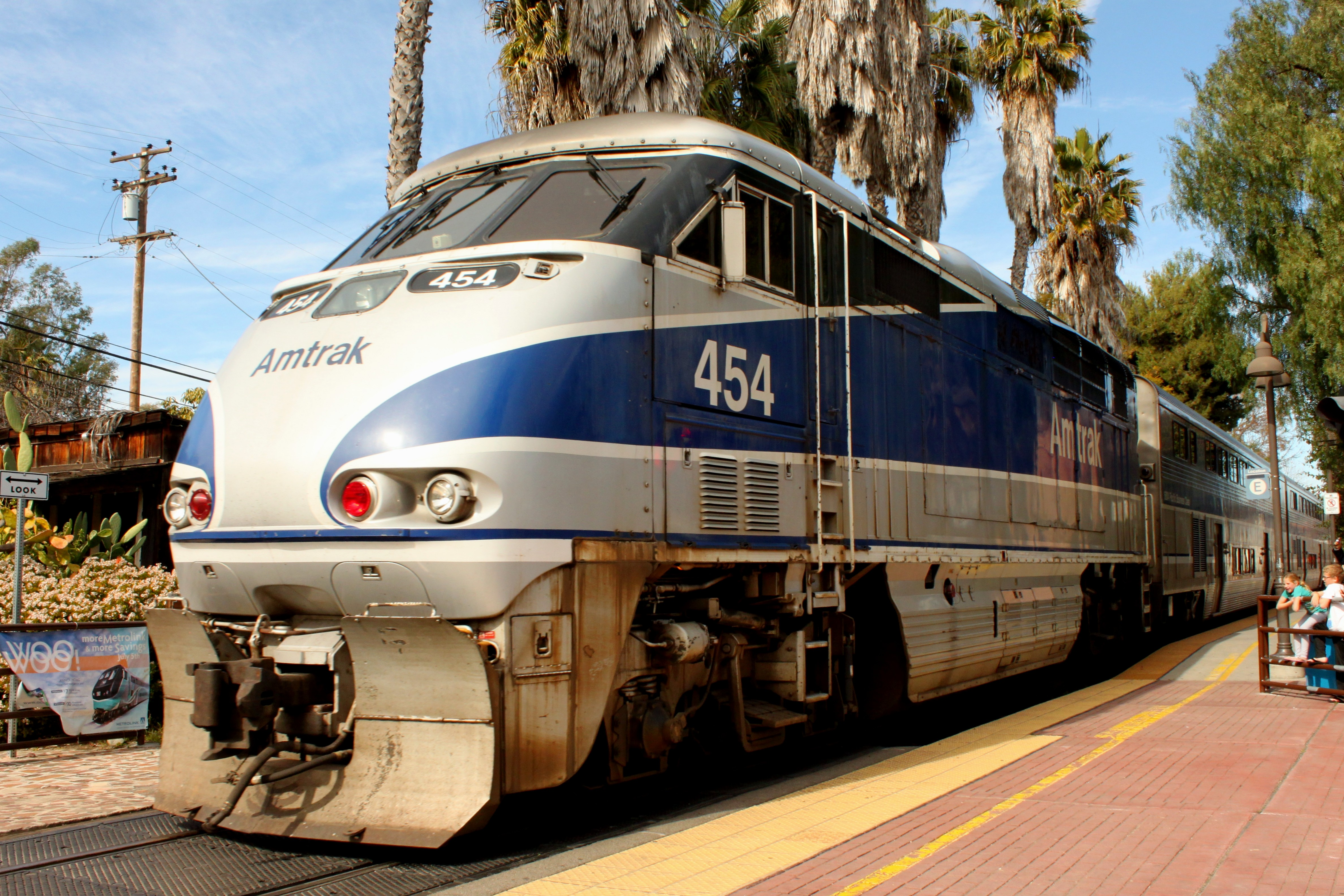
F59PHI
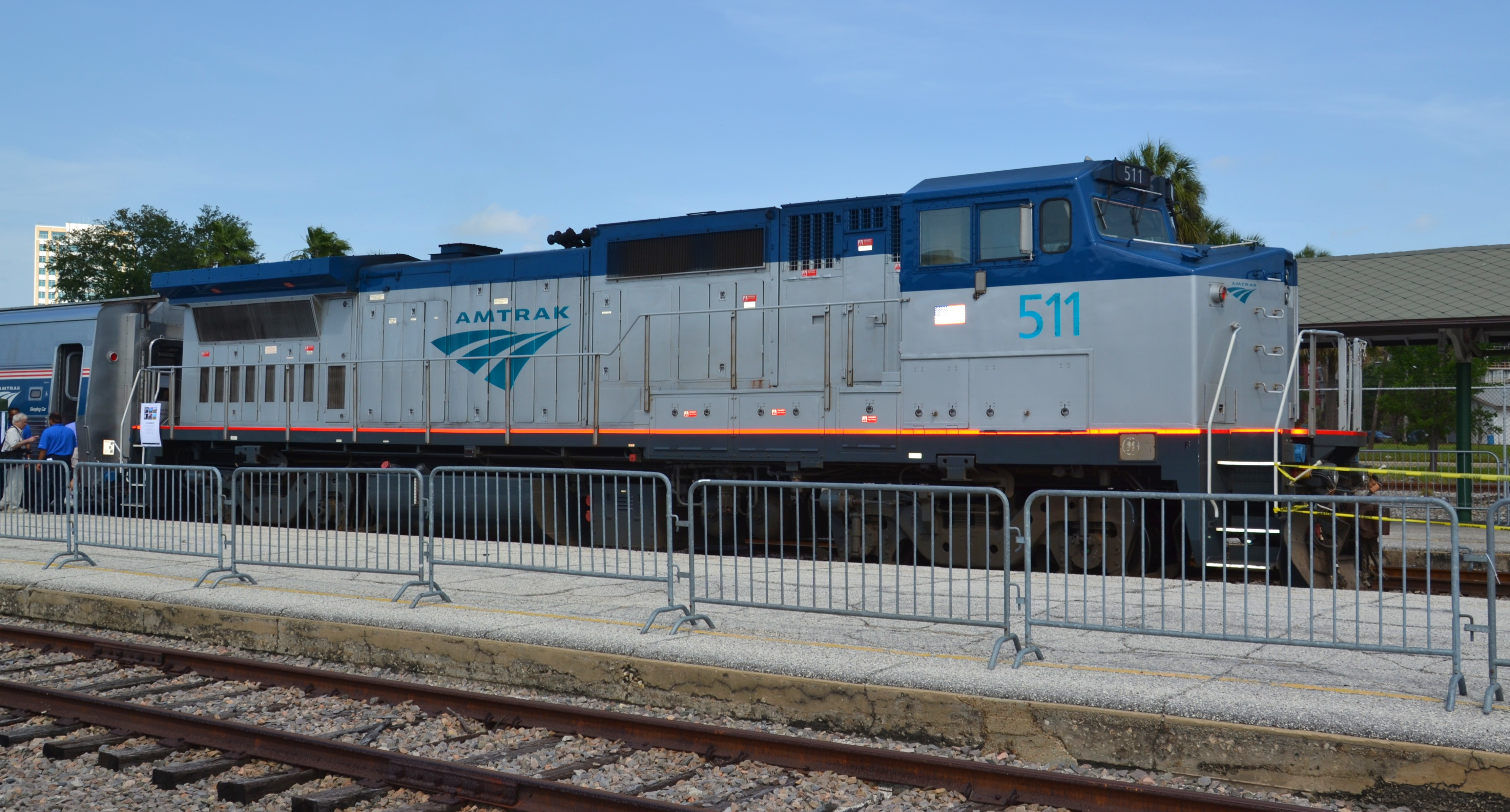
B32-8BWH
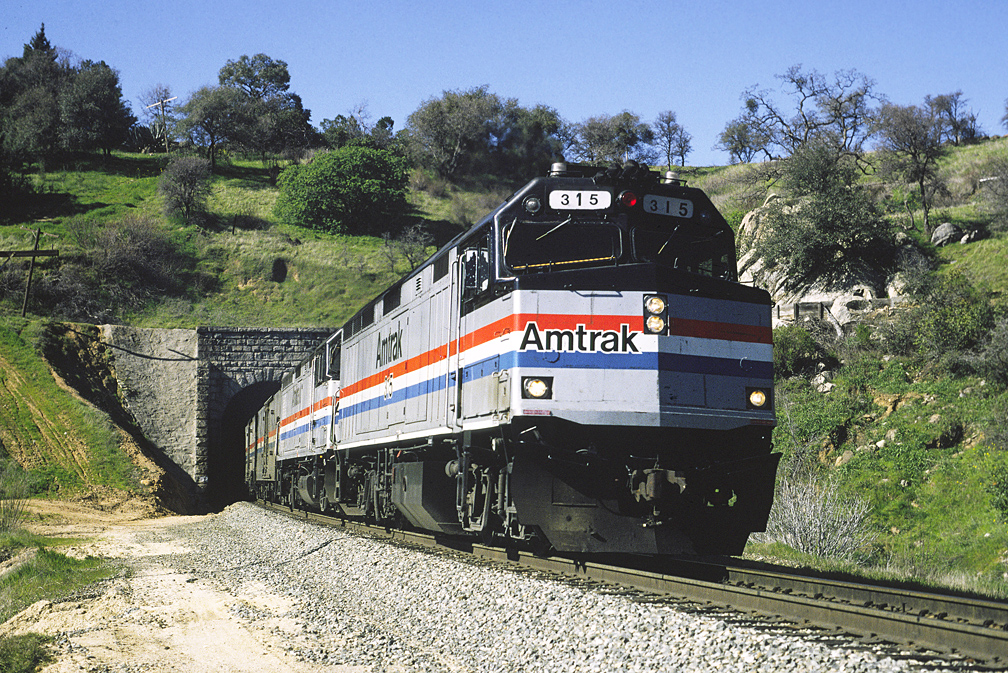
F40PH
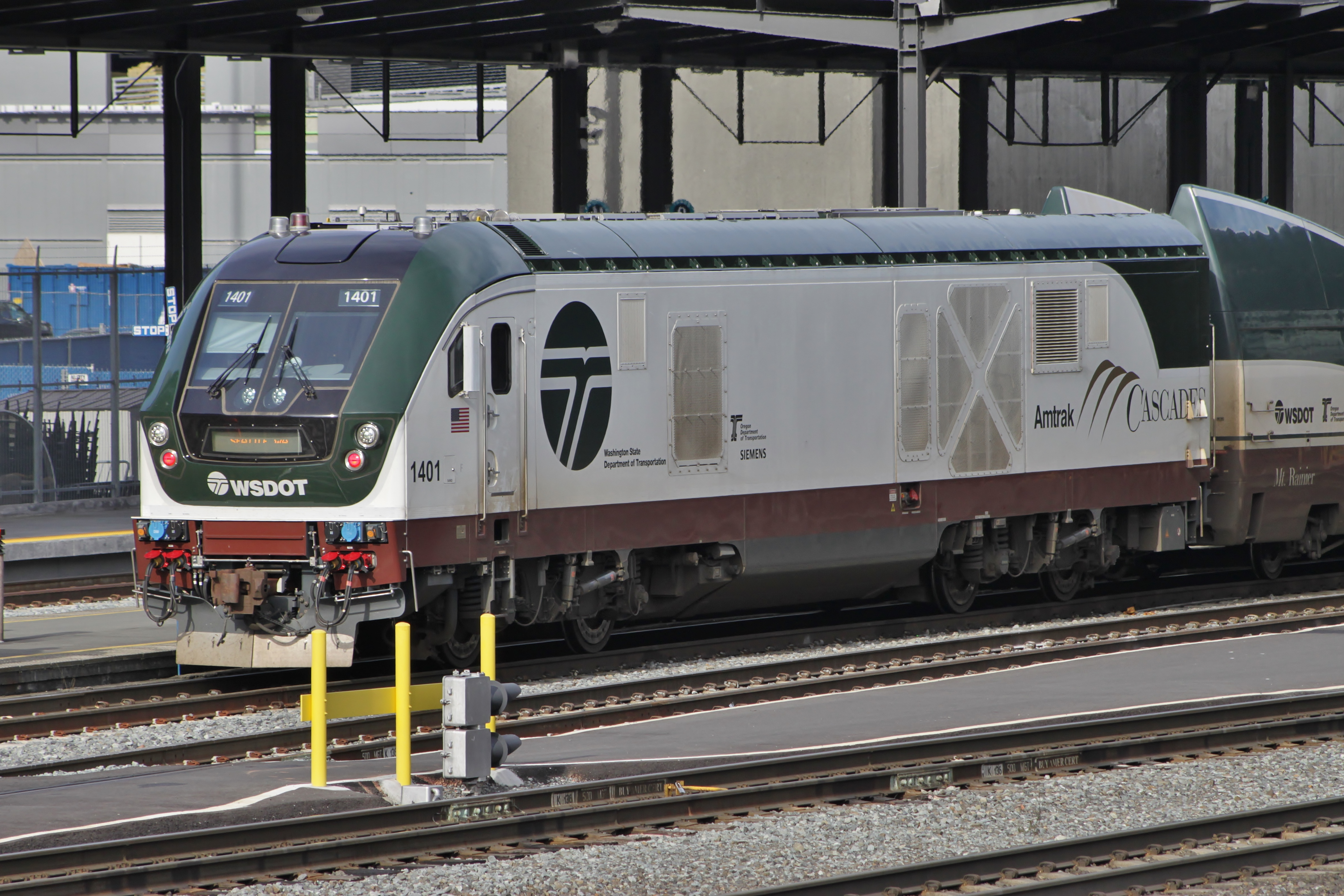
Siemens Charger

### 電車
- アセラ・エクスプレス
- メトロライナー - 電車としては引退。電装解除の上で下記アムフリート客車の制御客車として現役
- アヴェリア・リバティ（Avelia Liberty） - アセラ・エクスプレスに代わるアルストム製新型振り子式高速電車[13][14]。契約金額は約20億ドル（約2000億円）で、2021年の運行開始までに28編成を導入予定[15]。

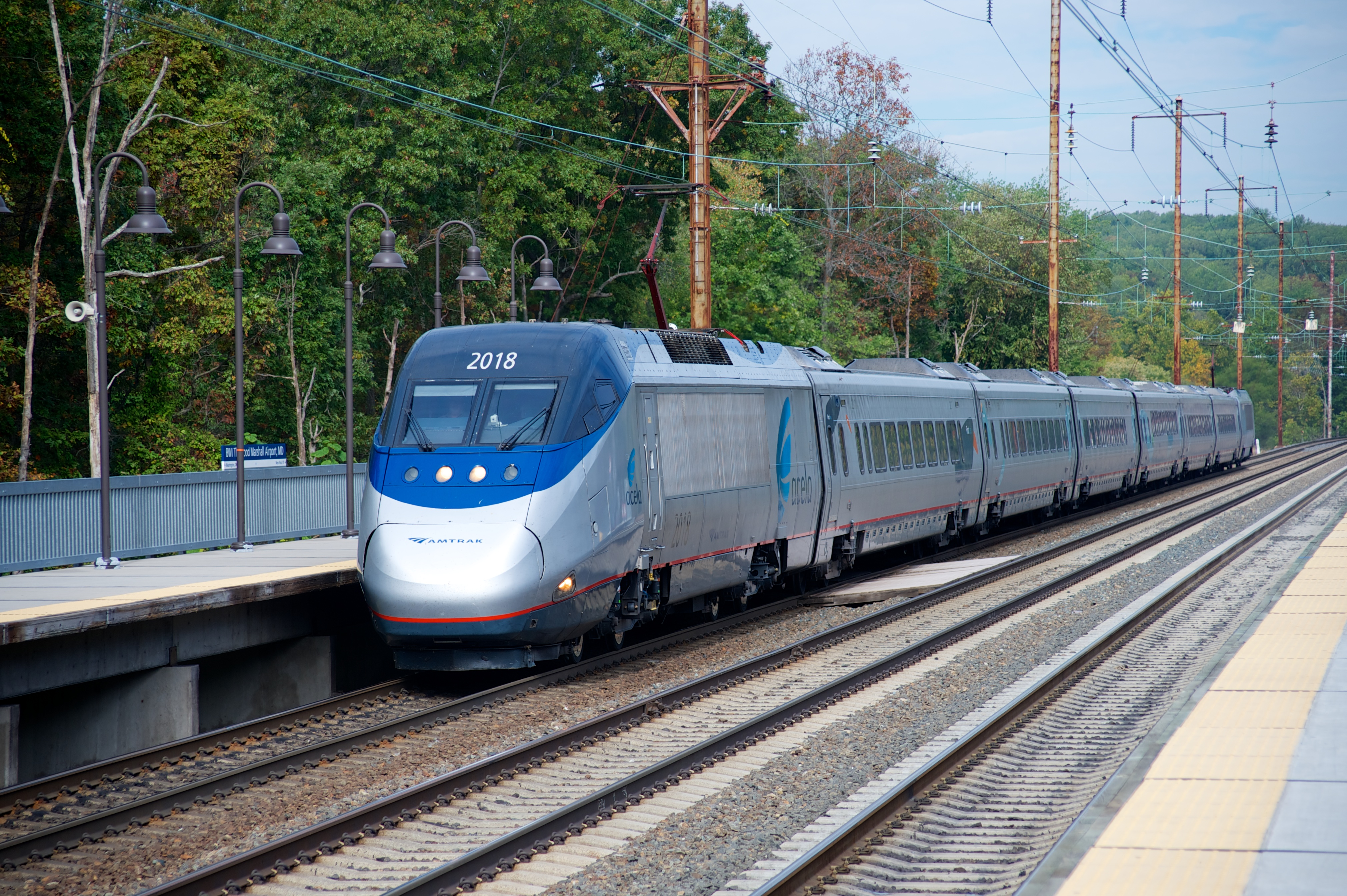
アセラ・エクスプレス
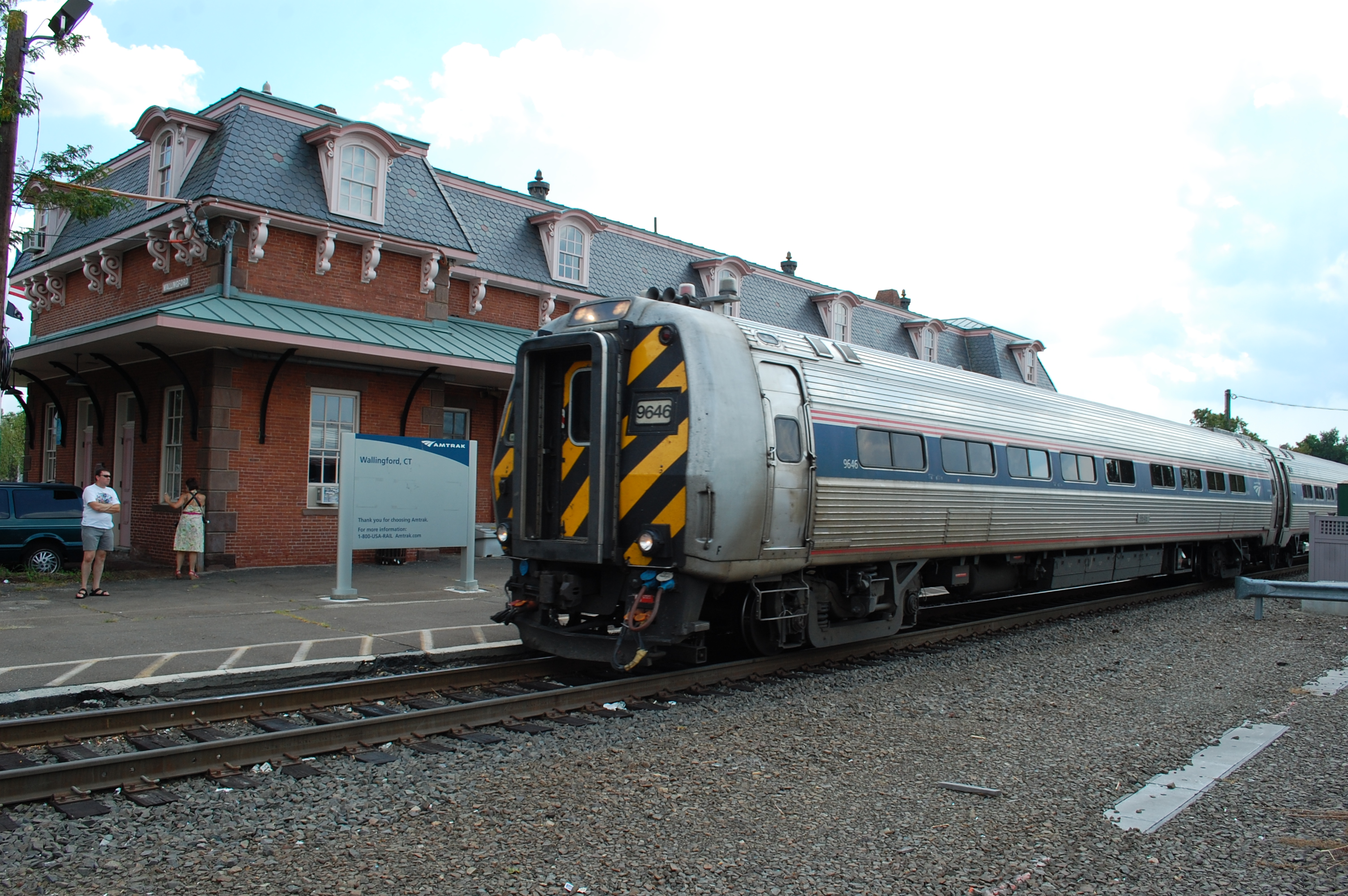
制御客車化改造後のメトロライナー
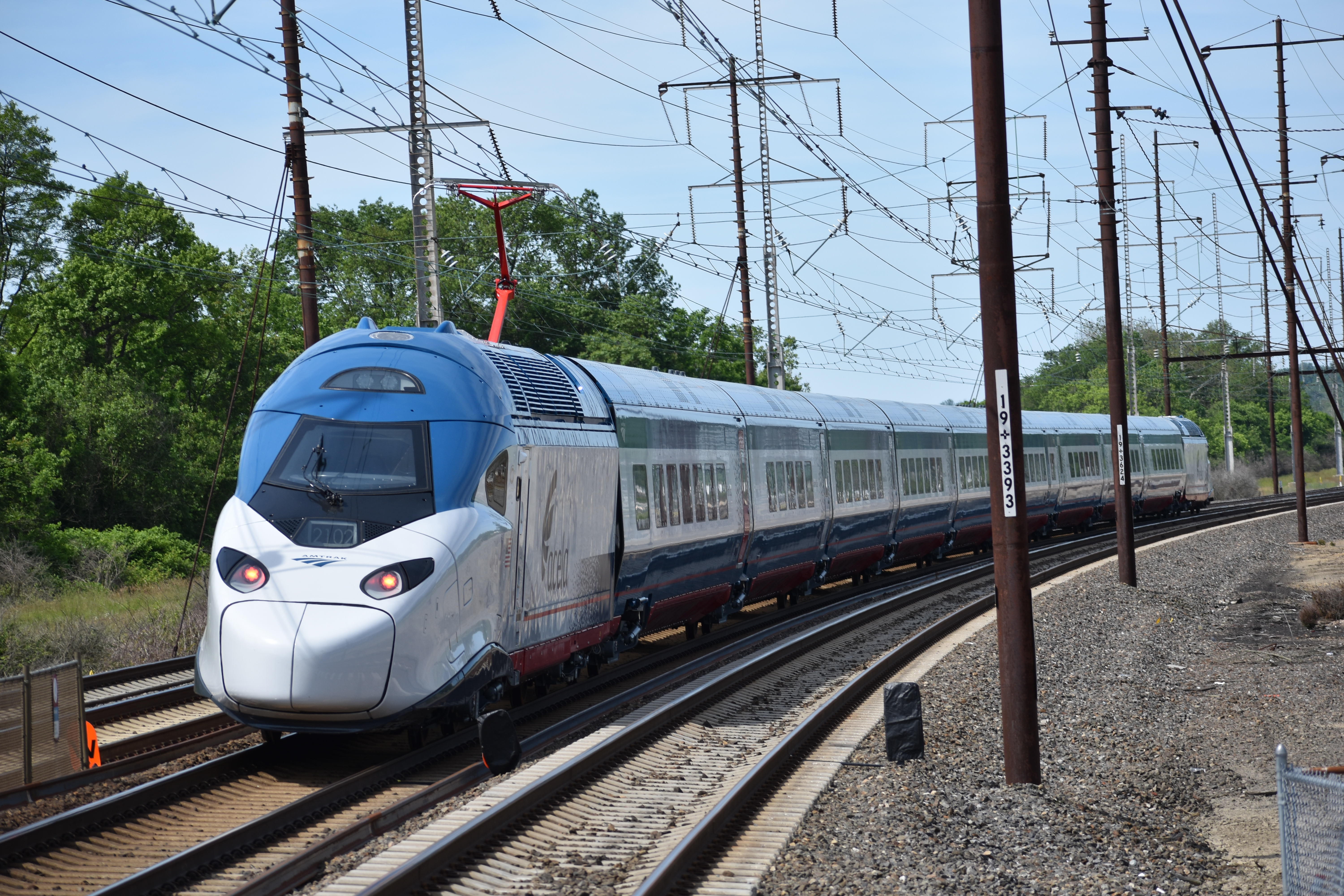
アヴェリア・リバティ

### ガスタービン動車
いずれも全車引退済み。
- UAC ターボトレイン
- ターボライナー

### 客車
- ヘリテージ客車（英語版） - アムトラック発足以前の私鉄時代から使用されている客車。かつてはプレジャー・ドームやビッグ・ドームなどアメリカの鉄道黄金時代の車両も通常列車に組み込まれて使われていたが、既に大部分はアムトラック発足後の増備車に置き換えられており、2017年現在残っているものは概ね以下の3グループに大別できる。
  - 荷物車や主に東海岸沿いの路線で使用されている食堂車、職員用寝台車等。後述のビューライナー増備車による置き換えが進んでいる。
  - コースト・スターライト号の寝台客専用ラウンジカー「パシフィック・パーラーカー」（Pacific Parlor Car）としてスーパーライナー編成に組み込まれて運用されている2階建て客車。サンタフェ鉄道がエル・キャピタン号向けに導入した「ハイレベル・カー」（Hi-Level Car）の旧展望車を改装したもの。2018年1月、コストカットの一環から、アムトラックはパシフィック・パーラーカーの連結をとりやめることを告知した[16]。
  - アムトラックが幹部・社長の公式使用などで用いるような、いわゆるビジネスカー（プライベートカー）に相当する、定期運用をもたない客車。中には2階建て部分がほぼ全長に及ぶフルドームカー「グレート・ドーム」（en:Great Dome (railcar)）のように、観光シーズンの一般列車に連結され一般客が利用できるものもある[17]。
- アムフリート - 東部電化区間を中心に用いられる1階建て座席車およびカフェカー
- ホライズン（ホライゾン） - 主にシカゴ近郊区間で用いられる1階建て座席車およびカフェカー
- ビューライナー - 東部電化区間を中心に用いられる1階建て寝台車。新造荷物車・食堂車などの増備も進む
- スーパーライナー - 広域で用いられる2階建て客車
- カリフォルニア・カー - アムトラック・カリフォルニアの2階建て客車。制御車もある
- タルゴ
- シーメンス・ベンチャー - サン・ホアキンとシカゴ発着便の客車の置き換え用として2022年2月より運行を開始[18][19]。CALIDOTを参照。

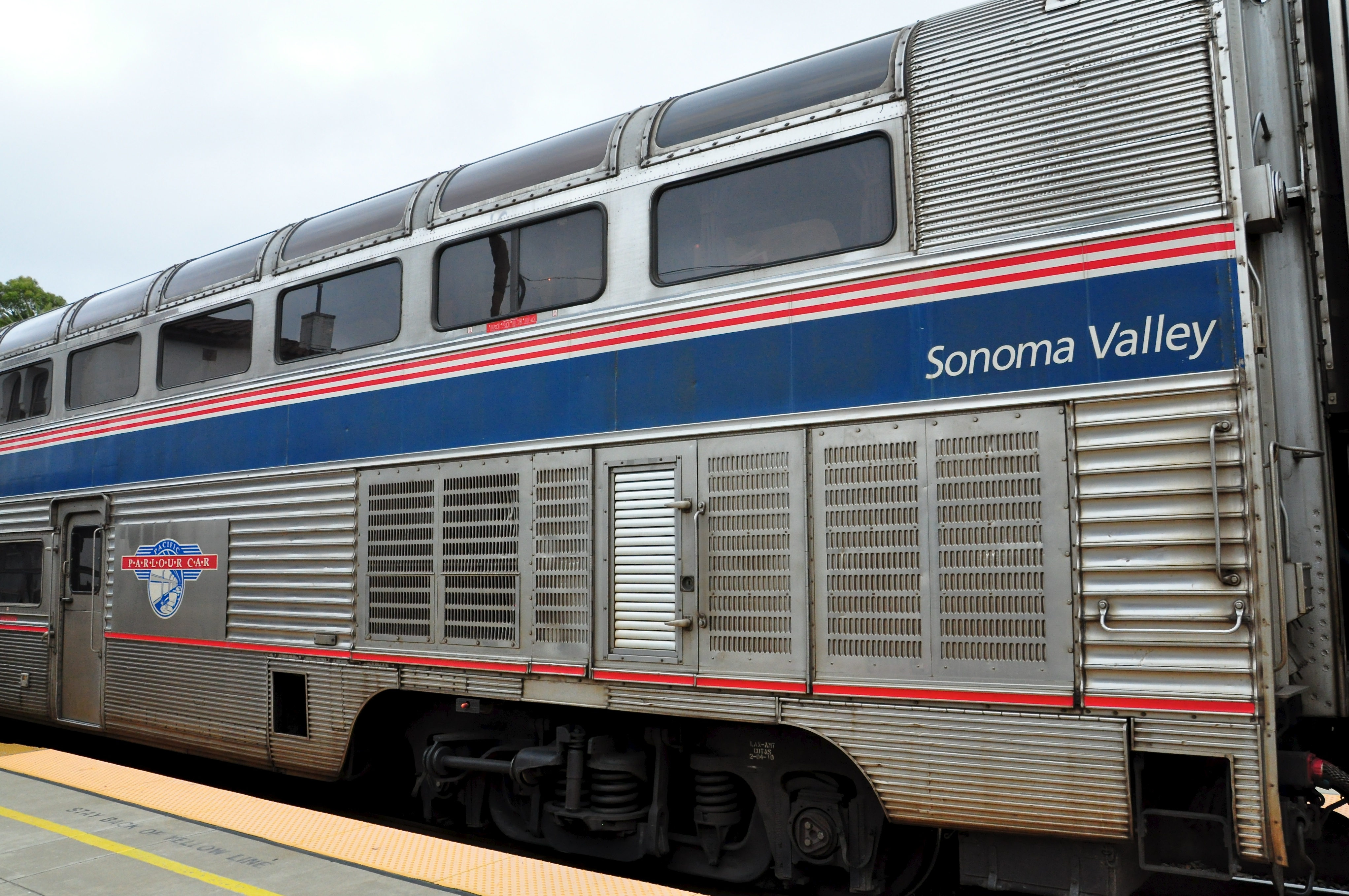
パシフィック・パーラーカー
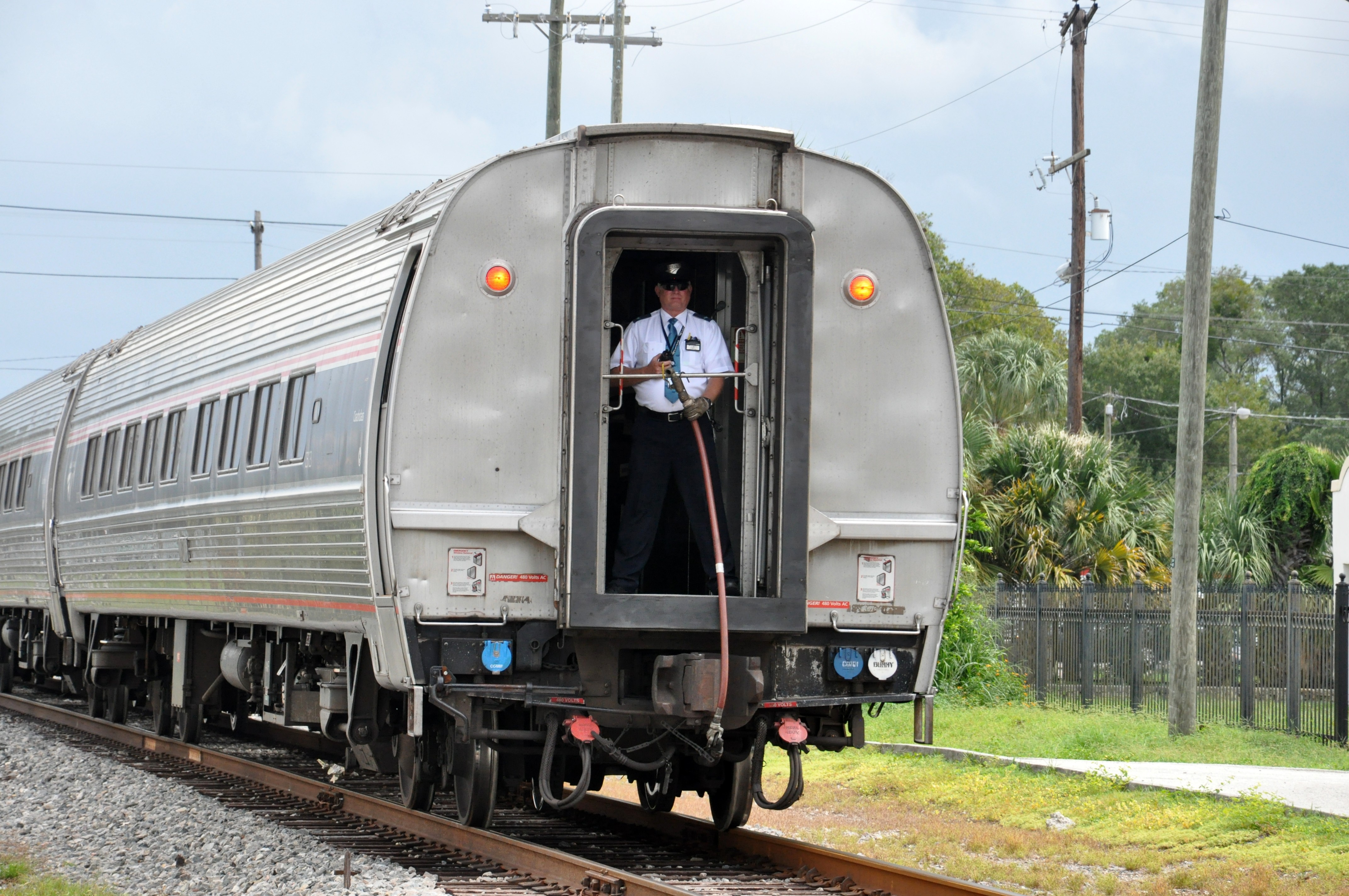
アムフリート
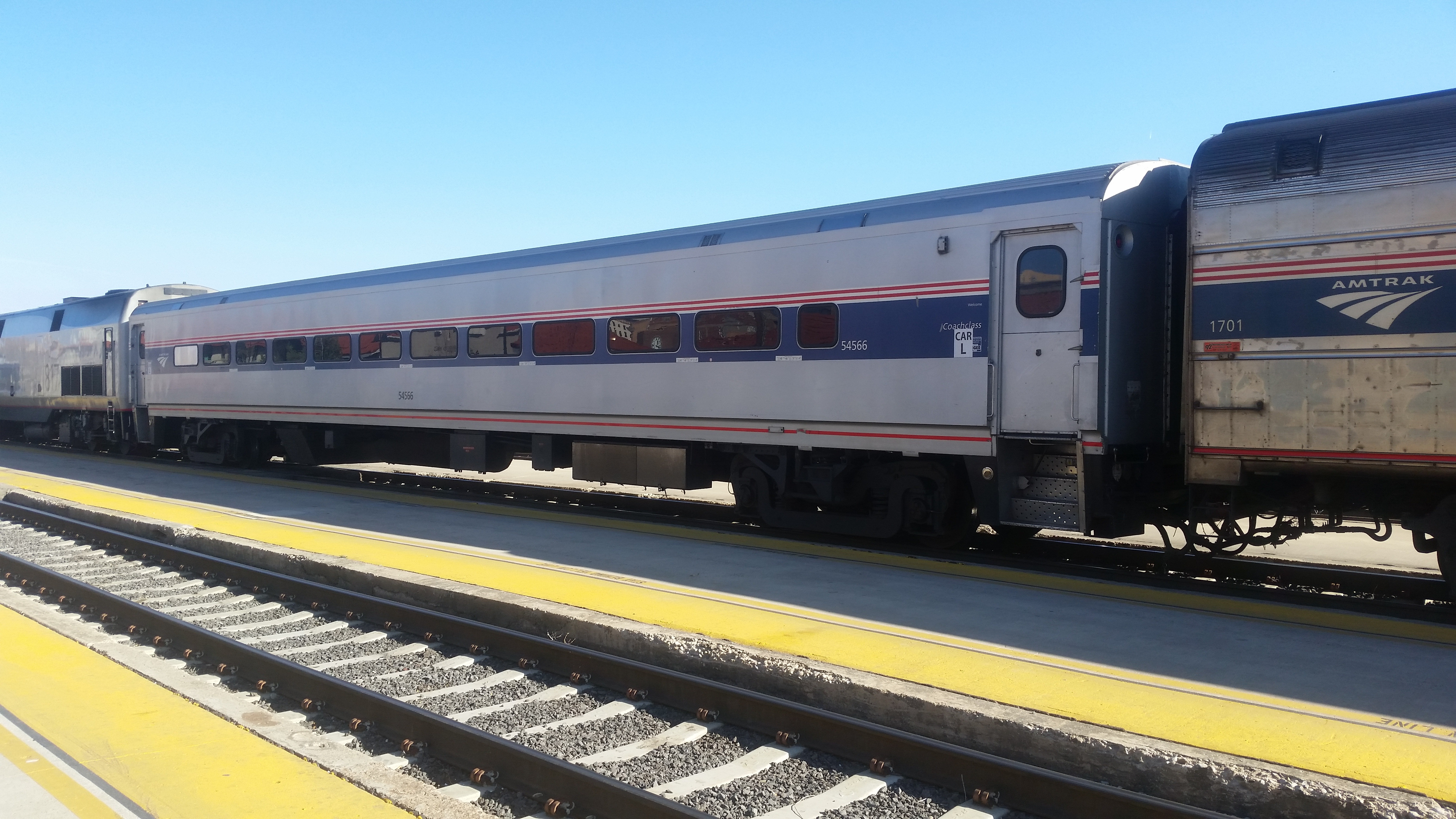
ホライズン（ホライゾン）
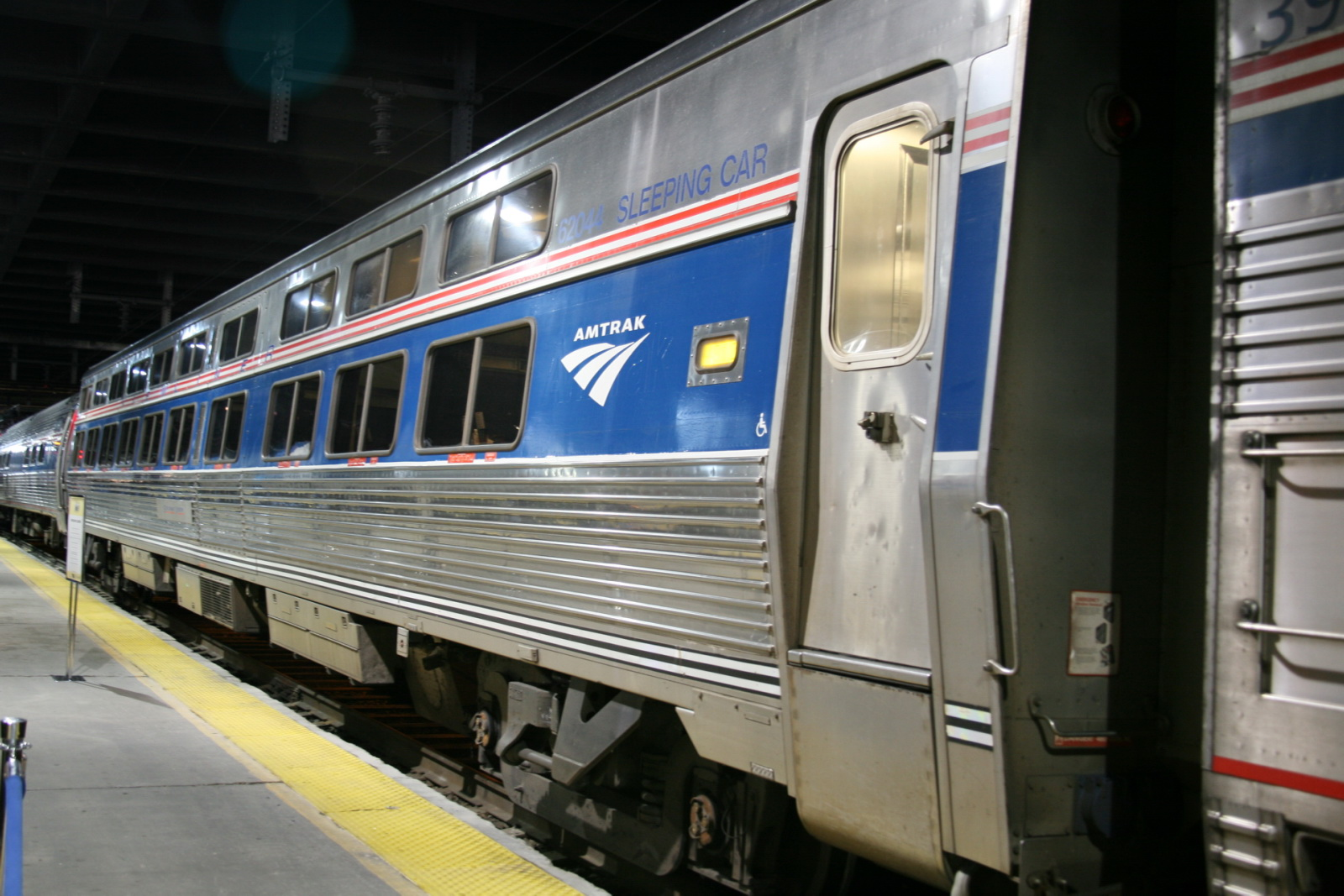
ビューライナー
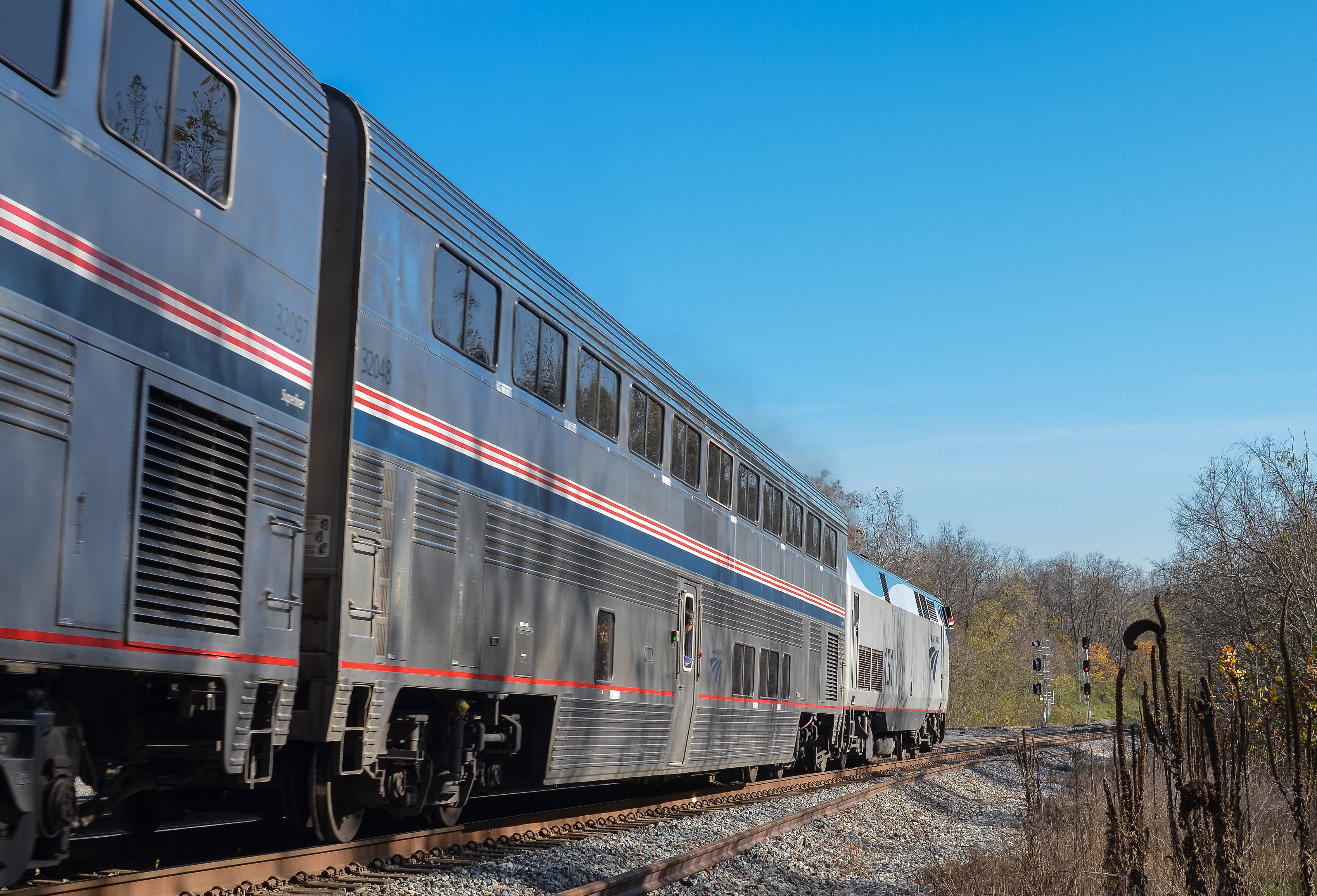
スーパーライナー
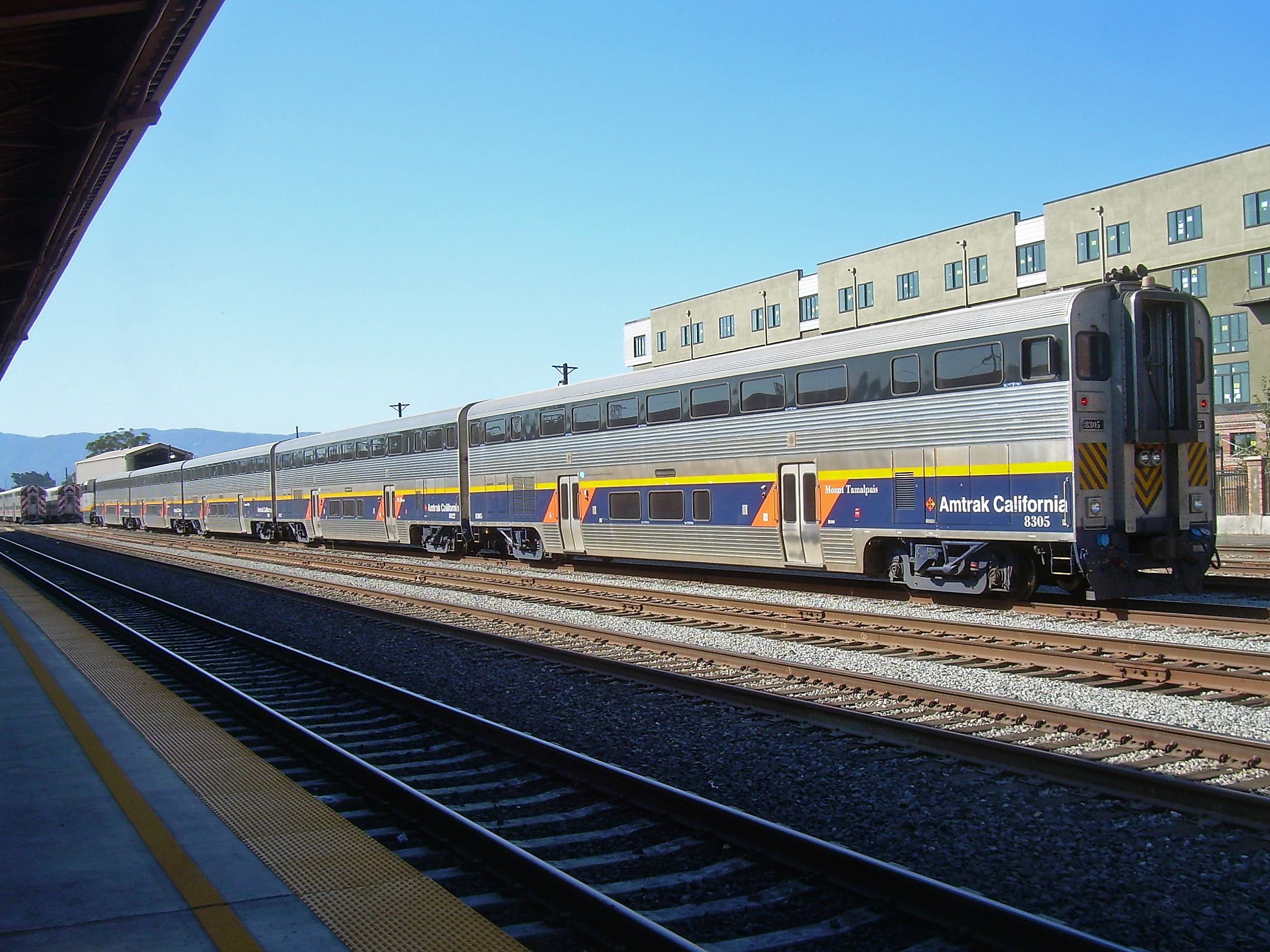
カリフォルニア・カー
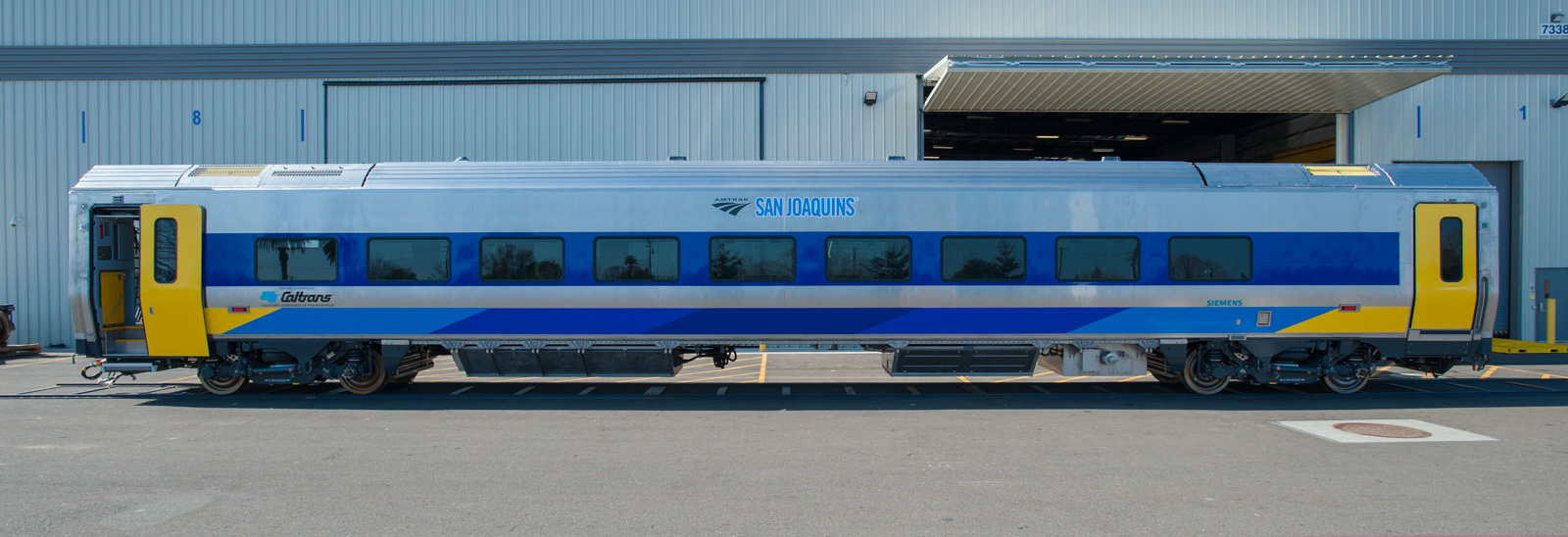
Siemens Venture

## 列車設備・利用者層など

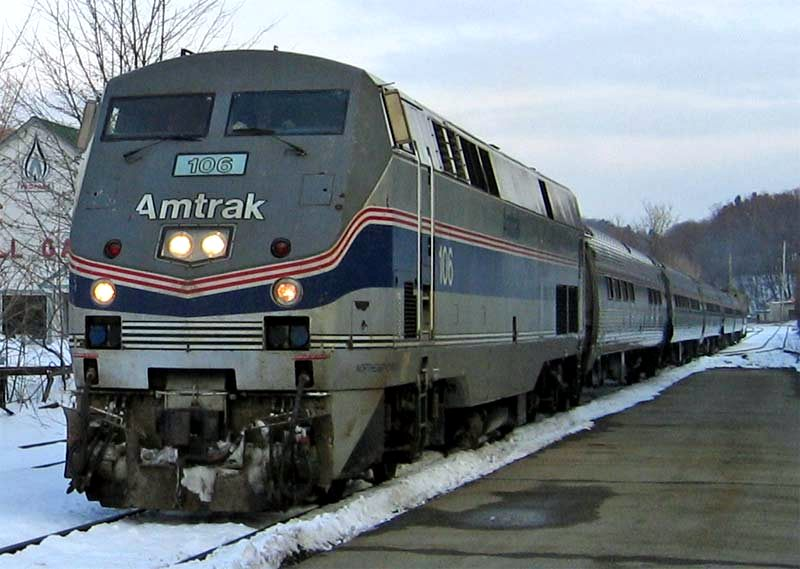
アムトラックの列車（フェーズIVと呼ばれる一世代前の塗装）

基本的には、指定席で予約を入れる必要があるが、一部列車には自由席もある。
なお、窓口で乗車券を購入する際には、防犯対策のためパスポートなどの身分証明書の提示が必要である。公式ウェブサイトでの予約も受け付けており、航空券と同様に発着駅の3文字のコードと、QRコードのついた「eチケット」が電子メールで発行される。AAA等の割引もあり、日本のJAF会員も割引の恩恵が受けられる。
編成は路線によりさまざまであるが、座席車（コーチ）に加え、数両にカフェ合造車（コーチカフェ）や荷物合造車（バゲージコーチ）などが連結されている列車も多い。列車によってはビジネスクラス車も連結される。
全区間の所要時間が15時間を越える14の列車には、寝台車（スリーパー）および食堂車（ダイナー）が連結されている。この場合は食堂車の隣にラウンジ車が連結されていることが多い。特殊な例としてはオートトレイン用の車運車（オートラック）がある。なお、いずれの列車も座席車が必ず連結されており、寝台車のみで構成された列車は存在しない。
路線により通勤列車、近隣の都市間の移動用、観光用の長距離列車と性格が異なるため、利用客も様々である。
寝台車の旅客と座席車の旅客では待遇にかなりの差がある。例えば、寝台車のシャワーを座席車の旅客が使うことはできず、寝台車の旅客がソフトドリンク飲み放題であるのに対し、座席車の旅客はすべて有料である。また、座席車の旅客には枕のみ無料で提供されてきたが、2013年8月より空気枕やブランケット等をパックした「パッセンジャー・コンフォート・キット」を車内売店で8ドル、あるいは通信販売によって送料含め15ドルで供給する形に改められた。
北東回廊線はアムトラックのドル箱路線であるが、都市間バス（グレイハウンド、トレイルウェイズ、中華系資本会社など複数あり）や国内航空（シャトル便）との競合が激しく、ビジネス客の獲得に力を入れている。カリフォルニアの3路線（キャピトル・コリドー、サン・ホアキン、パシフィック・サーフライナー）も幅広い客層で一定の乗客数を確保している。2008年8月現在は無人駅への自動列車案内システムの導入や、カリフォルニア州でBART、カルトレインといった地域交通機関との連携も積極的に進めている。
2013年2月17日時点で駅数は529。年間乗降客数1位の駅はニューヨークのペンシルベニア駅（881万4,975人/年、2万4,150人/日）で、2位以下は1万人/日以下である。

## アムトラック警察

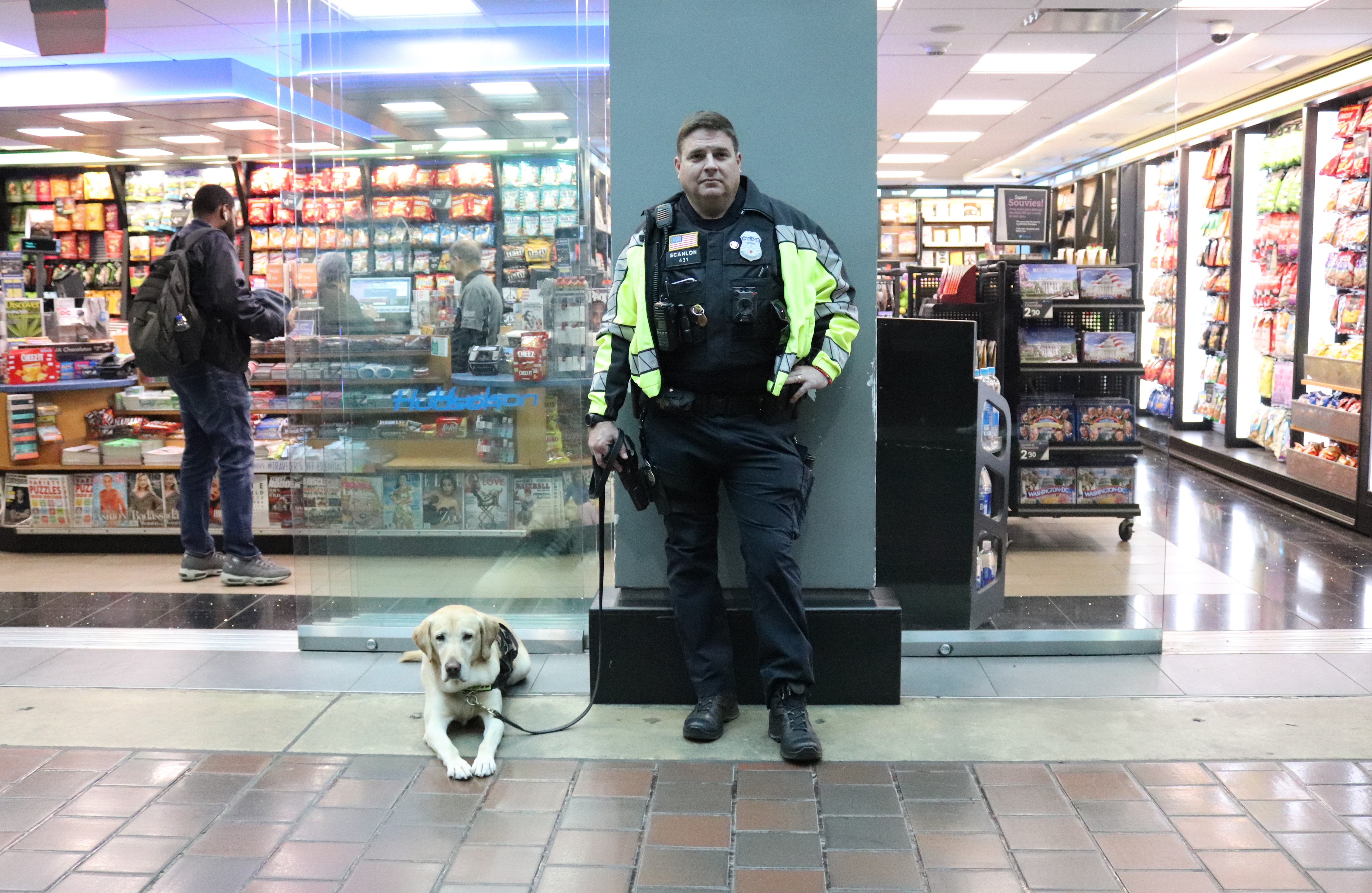
駅で立哨するアムトラック警察のK-9(警察犬)とハンドラー。

アムトラック警察(Amtrak Police Department)はアムトラックが設置・運営する警察組織であり、全米規模の鉄道警察である。警察官とその他職員を合わせた総職員数は450人以上で、アムトラックが運行される46州に30の拠点を置く。部門としては、駅での警戒や警乗を行うパトロール、K-9(警察犬)、刑事、情報、監察、業務支援、広報、総務、通信指令がある。